# Trần Liễu (phường)
Phường Trần Liễu là một phường thuộc thành phố Hải Phòng.

## Địa lý
Phường Trần Liễu có vị trí địa lý:
- Phía bắc giáp phường Bắc An Phụ và phường Phạm Sư Mạnh.
- Phía nam giáp xã Lai Khê và xã Phú Thái.
- Phía đông giáp phường Kinh Môn.
- Phía tây giáp xã Nam An Phụ.

## Lịch sử
Địa giới phường Trần Liễu trước đây thuộc thị xã Kinh Môn, tỉnh Hải Dương.
Ngày 12 tháng 6 năm 2025, Quốc hội ban hành Nghị quyết số 202/2025/QH15 về việc sắp xếp đơn vị hành chính cấp tỉnh (nghị quyết có hiệu lực từ ngày 12 tháng 6 năm 2025). Theo đó, sáp nhập tỉnh Hải Dương vào thành phố Hải Phòng. Khu vực thành lập phường Trần Liễu thuộc thành phố Hải Phòng.
Ngày 16 tháng 6 năm 2025, Ủy ban Thường vụ Quốc hội bàn hành Nghị quyết sắp xếp các đơn vị hành chính cấp xã thuộc thành phố Hải Phòng năm 2025. Theo đó, sắp xếp toàn bộ diện tích tự nhiên, quy mô dân sốcủa phường An Phụ, xã Hiệp Hòa và một phần diện tích tự nhiên, quy mô dân số của xã Thượng Quận thành phường mới có tên gọi là phường Trần Liễu.
Căn cứ theo đề án sắp xếp đơn vị hành chính cấp xã của thành phố Hải Phòng năm 2025, phường Trần Liễu được thành lập từ:
- Toàn bộ diện tích tự nhiên là 8,11 km², quy mô dân số là 11.406 người của phường An Phụ;
- Toàn bộ diện tích tự nhiên là 9,83 km², quy mô dân số là 8.369 người của xã Hiệp Hòa;
- Một phần diện tích tự nhiên là 5,93 km², quy mô dân số là 6.921 người của xã Thượng Quận.

Phường Trần Liễu có diện tích tự nhiên là 23,87 km² (đạt 434,03% so với tiêu chuẩn) và quy mô dân số là 26.696 người (đạt 127,12% so với tiêu chuẩn).
Về tên gọi, phường lấy tên Trần Liễu, để tri ân An Sinh Vương Trần Liễu, thân phụ của Hưng Đạo Đại vương Trần Quốc Tuấn.